# Missa in tempore belli
La Missa in tempore belli o Missa en temps de guerra, també coneguda com a Paukenmesse o Missa dels timbals (Hob. XXII:9) és una missa composta per Franz Joseph Haydn el 1796 i estrenada el 26 de desembre d'aquell any a l'església dels Piaristes de Viena.

## Història
Haydn compongué aquesta missa a la seva residència al palau dels Esterházy, a Eisenstadt, on seguia exercint de mestre de capella, poc després de tornar de la seva estada a Londres. Es tracta de la segona de les sis grans misses dels darrers anys del compositor i el seu títol fa referència a la guerra que en aquells moments Àustria estava lliurant contra França (la guerra de la primera coalició). L'agost de 1796 el govern austríac decretà la mobilització general a tot el país i sembla que en aquells moments Haydn estava component l'Agnus Dei de la seva missa. La tonalitat general de la missa és especialment ombrívola i melancòlica, i només es torna lluminosa, significativament, en el Dona nobis pacem («doneu-nos la pau») final.

## Aspectes musicals
La missa està composta per a solistes (soprano, contralt, tenor i baix), cor a quatre veus, orgue i orquestra. En l'orquestració Haydn incorporà, a més de les cordes, oboès, fagot, clarinets, trompes, trompetes i timbals. Posteriorment hi afegí una part de flauta al Qui tollis del Gloria i parts addicionals per als clarinets, així com parts per a les trompes doblant les trompetes.
Aquesta obra és considerada una de les grans obres de maduresa de Haydn. El Kyrie comença amb una introducció lenta i solemne on els timbals entren progressivament i segueix amb una secció ràpida en forma sonata. El Gloria conté una de les seccions considerades més extraordinàries del compositor: el Qui tollis, un fosc i melancòlic diàleg entre el baix, el violoncel i la flauta. El Credo també conté una part central lenta i especialment fosca, l'Incarnatus est i culmina, com és habitual en les misses del classicisme, en una llarga fuga. L'Agnus Dei és potser la part més coneguda de la missa i des de la seva estrena a Viena es feu justament famosa; l'entrada inesperada dels timbals al compàs 10 i el crescendo del cor i les trompetes en fan un moviment intens i intimidant, que culmina amb el lluminós Dona nobis pacem.